# Ryan Succop
Ryan Barrow Succop (Hickory, 19 settembre 1986) è un giocatore di football americano statunitense che milita nel ruolo di kicker per i Tampa Bay Buccaneers della National Football League (NFL).

## Carriera

### Kansas City Chiefs
Succop fu scelto dai Kansas City Chiefs nel Draft NFL 2009 con l'ultima selezione assoluta, la 256ª, guadagnando il titolo di "Mr. Irrelevant". Nella sua prima stagione stabilì un record NFL per un rookie segnando l'86,2% dei suoi field goal. Giocò con i Chiefs fino alla stagione 2013, venendo svincolato il 30 agosto 2014 per risparmiare sul salary cap.

### Tennessee Titans
Succop firmò con i Tennessee Titans un contratto di un anno il 1º settembre 2014. La sua prima partita fu sei giorni dopo proprio contro i Chiefs in cui segnò tutti e 4 i field goal tentati nella vittoria per 26-10. A fine stagione firmò un nuovo contratto triennale del valore di 7,2 milioni di dollari. Il 20 febbraio 2018 firmò un nuovo contratto quinquennale da 20 milioni di dollari.
Prima della stagione 2019 Succop si operò a un ginocchio venendo sostituito nei Titans da Cairo Santos, lo stesso giocatore che aveva preso il suo posto ai Chiefs. A fine anno fu svincolato dopo sei stagioni.

### Tampa Bay Buccaneers
Il 1º settembre 2020, Succop firmò un contratto di un anno con i Tampa Bay Buccaneers. Nella prima stagione regolare in Florida segnò 28 field goal su 31 tentativi. Il 7 febbraio 2021, nel Super Bowl LV contro i Kansas City Chiefs campioni in carica, segnò 4 extra point e un field goal nella vittoria per 31-9, conquistando il suo primo titolo.
Nel marzo del 2021 Succop firmò con i Buccaneers un nuovo contratto triennale del valore di 12 milioni di dollari.

## Palmarès

### Franchigia
- Super Bowl : 1

Tampa Bay Buccaneers: LV
- National Football Conference Championship: 1

Tampa Bay Buccaneers: 2020

### Individuale
- PFWA All-Rookie Team - 2009